# Гуть Олег Григорович
Гуть Олег Григорович (нар. 15 жовтня 1973) — український військовик, бригадний генерал Збройних сил України, командир 95-ї окремої десантно-штурмової бригади (2015—2018).

## Біографія
Випускник Одеського інституту Сухопутних військ. Був направлений в 95-ту окрему аеромобільну бригаду після закінчення інституту.
Учасник Української миротворчої місії в Іраку.
З липня 2003 року по лютий 2004 року проходив службу на посаді командира роти 5-ї окремої механізованої бригади в республіці Ірак на ірано-іракському кордоні. Підрозділ, який він очолював, затримав близько 5 тисяч осіб, які нелегально перетинали кордон зі сторони Ірану.

### Російсько-українська війна
У травні 2014 року під час виконання бойового завдання на мосту через річку Сухий Торець на південній околиці м. Слов’янська Донецької області під час блокування колони та ведення перемов члени проросійських збройних угруповань вимагали здати зброю та розвернути техніку в іншому напрямку, після чого розпочали обстріл колони. Завдяки вмілому керівництву офіцера було розблоковано колону бойової техніки та продовжено рух.
В період з 23 по 29 травня штурмова група під керівництвом Олега Григоровича виконувала бойове завдання з метою недопущення захоплення аеропорту у місті Донецьк.
Завдяки професійним якостям та героїзму полковника Гутя підрозділами бригади вдалось в найкоротший строк та без втрат особового складу захопити та в подальшому утримувати гору Карачун поблизу міста Слов’янськ.
Після призначення Михайла Забродського командувачем Високомобільними десантними військами Збройних Сил України, Олег Гуть очолив 95-ту окрему аеромобільну бригаду.
24 серпня 2022 року Указом Президента України присвоєно звання бригадного генерала

## Нагороди
- Орден Богдана Хмельницького III ступеня (10 жовтня 2015) — за особисту мужність і високий професіоналізм, виявлені у захисті державного суверенітету та територіальної цілісності України, вірність військовій присязі[3]
- Медаль «Захиснику Вітчизни» (19 лютого 2004) — за особисту мужність і відвагу, виявлені у захисті державних інтересів, зміцнення обороноздатності та безпеки України[4]

### Інтерв'ю
- Бійці нашої бригади на собі відчули, коли їх обстрілювали військові РФ [Архівовано 14 січня 2019 у Wayback Machine.] // Армія FM, 24 березня 2018